# Saint-Cirq-Lapopie
Saint-Cirq-Lapopie település Franciaországban, Lot megyében. Lakosainak száma 204 fő (2022. január 1.). Saint-Cirq-Lapopie Bouziès, Tour-de-Faure, Crégols, Concots, Berganty, Esclauzels, Escamps és Saint Géry-Vers községekkel határos.

## Népesség
A település népessége az elmúlt években az alábbi módon változott:
| Lakosok száma | 191  | 179  | 187  | 215  | 217  | 208  | 203  | 200  | 201  | 204  |
|               | 1968 | 1982 | 1990 | 2006 | 2013 | 2015 | 2017 | 2019 | 2020 | 2022 |